# إيثيلين رباعي فلورو الإيثيلين

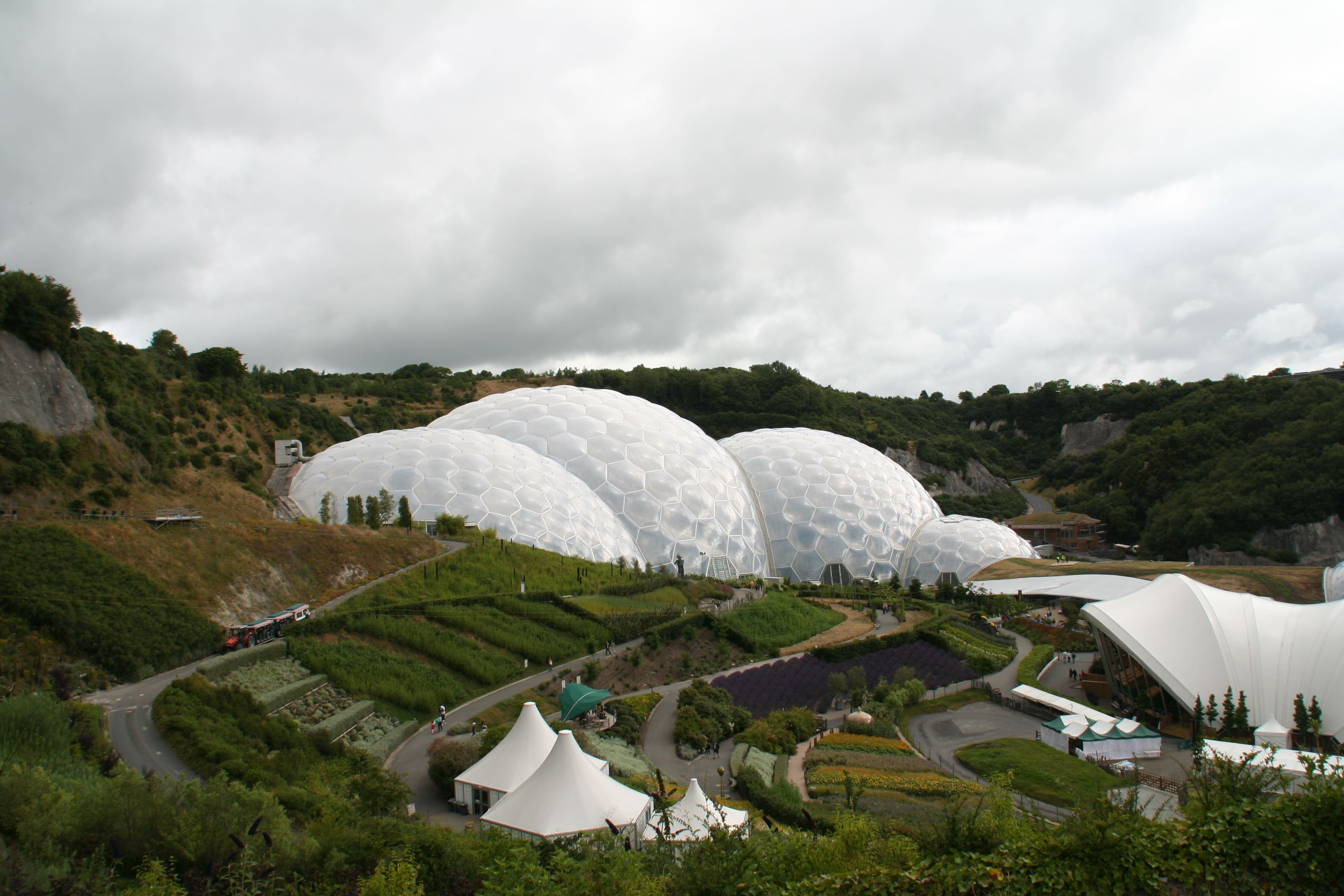
قبب مشروع عدن (Eden Project) شُيدت بالتيفي

اتفي (ETFE):الإيثيلين tetrafluoroethylene هو البوليمر جزئيا فلوريدات (أي التي تحتوي على الفلور) ، هو مادة بلاستيكية مصممة لمقاومة الصدأ في نطاق واسع من درجات الحرارة.
فإن EFTE يعرف تجارياً بأسماء مثل "Tefzel" دوبونت (DuPont)
"Fluon" زجاج شركة أساهي (Asahi Glass Company)
و "Texlon" of Vector Foiltec.
مادة الاتفي هي بلاستيك شفاف ، أخف وزنا وأكثر مقاومة من الزجاج وأكثر شفافية من أنواع البلاستيك الأخرى. بالمقارنة بالزجاج, يعزل أكثر وأبسط وغير مكلف للتركيب.
تستخدم مادة الاي تي في اي (ETFE ) بشكل متكرر لإنتاج اسطح مقاومة للمطر للمرافق الرياضية، حتى الكبيرة منها. ومن المشاريع التي استخدمت هذه المادة  مركز بكين الوطني للأحياء المائية في الصين وملعب فورسيث بار في دنيدن في نيوزيلندا. 
واستخدمت وسائد ETFE  مملوءة بالهواء في الجزء العلوي من ملعب مرسيدس بنز في أتلانتا، الولايات المتحدة الأمريكية. وفي مجمع Eden Project السياحي في كورنوال.